# Frédéric Japy
Pour les articles homonymes, voir Japy (homonymie).
Pour les autres membres de la famille, voir Famille Japy.
 (juillet 2022).
Si vous disposez d'ouvrages ou d'articles de référence ou si vous connaissez des sites web de qualité traitant du thème abordé ici, merci de compléter l'article en donnant les références utiles à sa vérifiabilité et en les liant à la section « Notes et références ».
Édouard Louis Frédéric Japy, plus simplement Frédéric Japy, né le 22 mai 1749 à Beaucourt et mort le 4 janvier 1812  à Badevel, est un industriel français. Fondateur de l'industrie Japy, il est avec Armand Peugeot, le créateur de l'industrie moderne et participe à l'essor du pays de Montbéliard.
En mécanisant la fabrication horlogère par des machines — qu'il crée lui-même, — il réussit à concentrer toutes les opérations de fabrication dans l'établissement de son beau-père. Il développe les « cités Japy », cités ouvrières qui permettent de loger le personnel qui, autrefois, travaillait à domicile.
Le musée Frédéric-Japy, situé à Beaucourt, lui est consacré.

## Biographie

### Jeunesse (1749-1768)

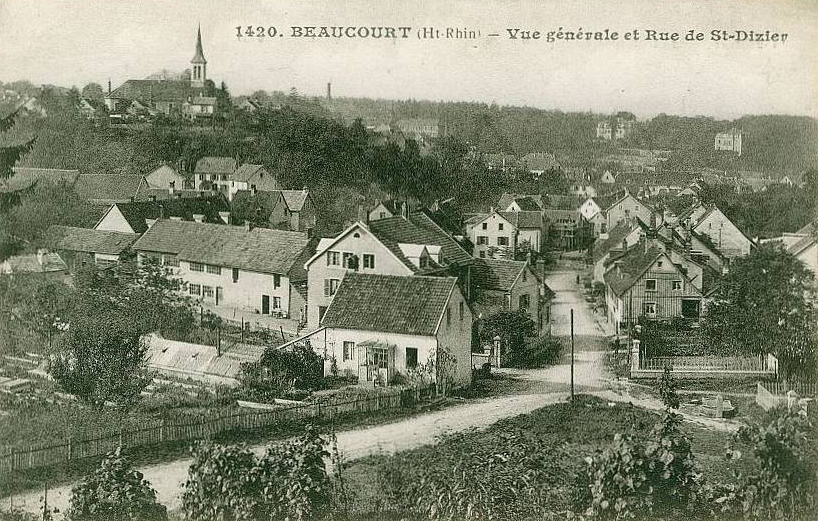
Frédéric Japy naît à Beaucourt en 1749.

Fils de Jacques Japy (1699-1781) et de Marie-Marguerite Fainot (1725-1797), Frédéric Japy naît le 22 mai 1749 à Beaucourt, petit village situé à l'extrémité de la principauté de Montbéliard. Il est le deuxième né d'une grande famille de douze enfants. Faisant partie des familles beaucourtoises les plus aisés, les Japy sont de confession protestante et disposent déjà d'une certaine notoriété. En effet, le père de Frédéric, Jacques Japy, est un notable du village, il possède des terres qu'il exploite à côté de son activité de maréchal-ferrant. En 1760, il devient même le maire protestant de Beaucourt. Il est en effet nommé à ce poste par Charles II de Wurtemberg, prince de Montbéliard et duc de Wurtemberg. Frédéric Japy fréquente d'abord l'école de Beaucourt. Dès son enfance, il est initié aux activités artisanales et apprend à vivre dans le cadre structuré et solidaire des corporations. Son maître d'école remarque rapidement sa grande intelligence et encourage son père à l'envoyer à Montbéliard pour poursuivre son instruction. Jacques Japy place donc son fils à l'école française ou « le gymnase » où il reçoit une excellente instruction. Frédéric Japy est hébergé chez Jacques Frédéric Georges Japy qui est son grand-père, exerçant le métier d'horloger à Montbéliard. Ce qui permet à Frédéric Japy d'entrer très tôt en contact, de manière assidue, avec le monde horloger. À l'âge de 17 ans, il revient à Beaucourt pour passer deux années de travail dans l'atelier de son père.

### Formation en Suisse (1768-1771)

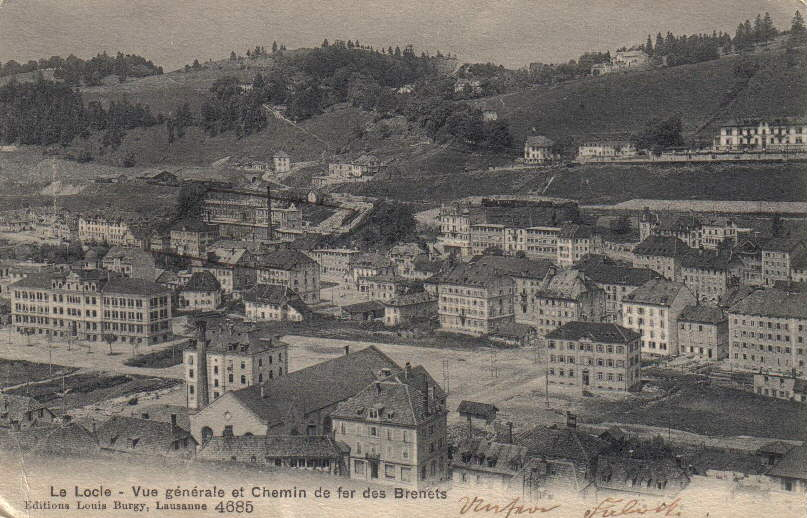
Frédéric Japy part effectuer un apprentissage au Locle.

En 1768, il part effectuer un apprentissage en Suisse. Le choix de la destination est dû à des convergences religieuses entre les terres neuchâteloises et le Comté de Montbéliard. De plus, la fabrication d'indiennes et l'horlogerie sont en plein essor dans cette région et attire de nombreux jeunes gens à s'employer, d'autant plus que les salaires dépassent bien souvent ceux des autres métiers. C'est donc logiquement que Frédéric Japy passe un contrat d'apprentissage avec Abraham Louis Perrelet résidant au Locle, commune limitrophe de la frontière franco-suisse. Son maître d’apprentissage est un horloger remarqué par ses perfectionnements en matière d'outillage ; il est notamment l'inventeur d'un outil à planter, d'un outil à arrondir et de quelques autres nécessaires à l’exécution des échappements à cylindre. Frédéric Japy, déjà plongé dans une atmosphère de recherche, s'initie aux nombreuses opérations horlogères mais il s'imprègne surtout des règles de la vie communautaire de son ambiance.

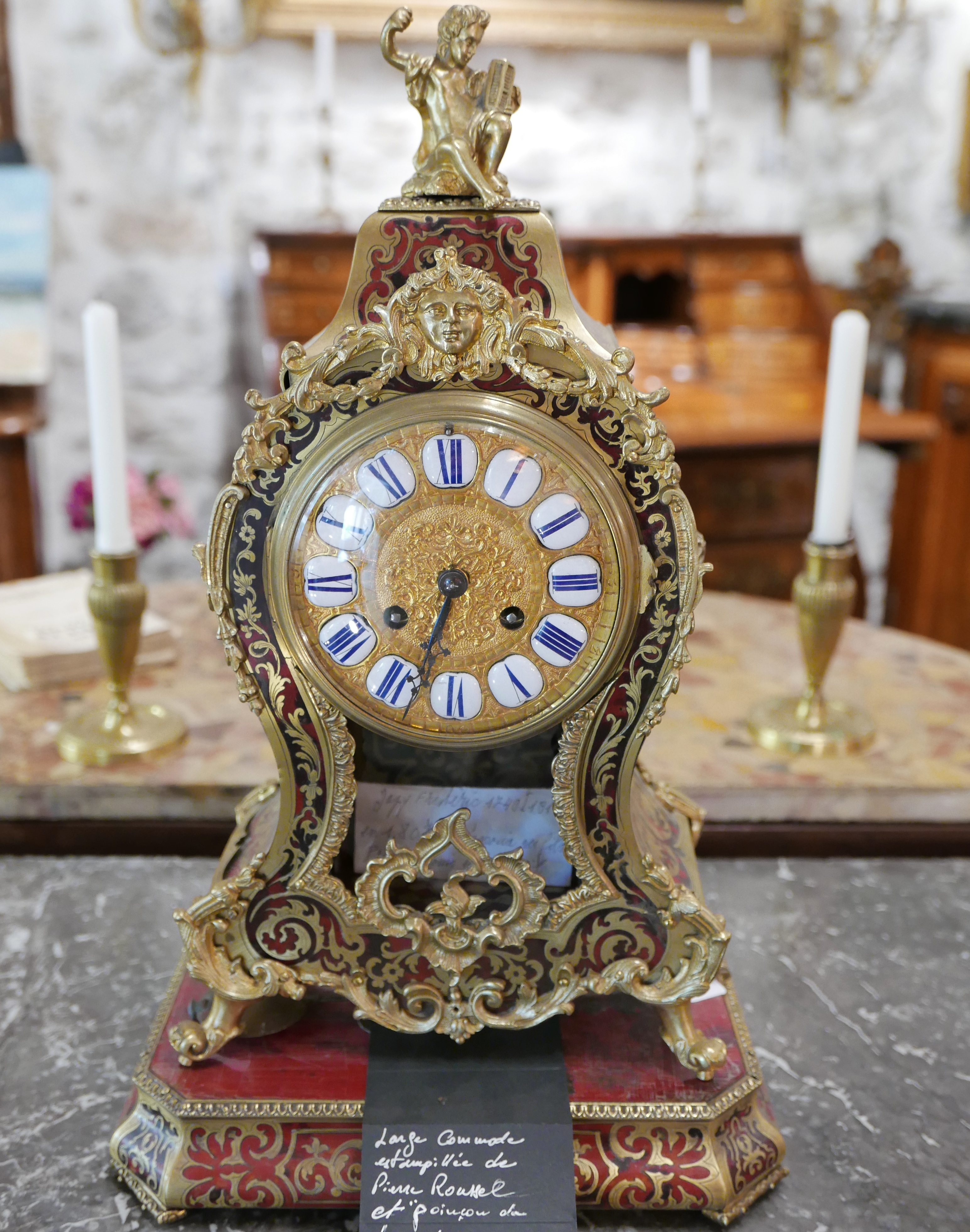
Cartel avec mouvement de Frédéric Japy (L'Isle-sur-la-Sorgue)

Deux années plus tard, Frédéric Japy quitte Perrelet pour entrer comme ouvrier dans l'atelier de Jean-Jacques Jeanneret Gris. Cette nouvelle étape va être certainement la plus décisive de sa vie. En effet, la famille Jeanneret du Locle est une famille d'inventeurs spécialisés dans la petite mécanique ; et l'horlogerie est un terrain de recherche très prisé par les trois frères, mais surtout Jean-Jacques l'aîné, guillocheur de son état. Cet inventeur est à la base de la création des machines-outils suffisamment fiables pour commencer à suppléer la main de l'ouvrier. Frédéric Japy voit donc fonctionner de nouveaux outils et apprend ainsi de nouveaux procédés de fabrication. Pour lui, il s'agit là d'un second apprentissage.
Même s'il n'est pas, comme l'affirme certains articles et études, à la base de l'invention de ces nouveaux instruments de travail, il en mesure l'importante et cerne tout leur champ d'application. De tels procédés de fabrication vont non seulement ouvrir de larges environs techniques et commerciaux mais également provoquer d'importants bouleversements sociologiques. Mais en 1770, les progrès réalisés, qu'ils soient d'ordre quantitatifs ou qualitatifs, restent très limités et très localisés. Jeanneret Gris est freiné par les difficultés que lui occasionnent les ouvriers conducteurs de ces machines. Il se heurte en fait à une mentalité médiévale persistante et cherche en vain à ébranler l'immobilisme des structures passées. Frédéric Japy réalise certainement à cette époque que ces conceptions nouvelles sont annonciatrices d'une nouvelle ère économique fondée avant tout sur la production en série. Aussi, fort de ses nouvelles connaissances, il revient à Beaucourt et va employer toute son énergie à réunir les deux premières conditions nécessaires à l'aboutissement de son projet.

### Installation à Grange-la-Dame puis à Beaucourt (1771-1777)

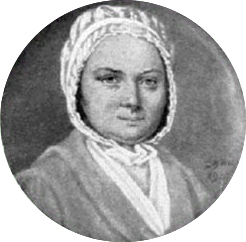
Frédéric Japy épouse Suzanne Catherine Amstutz en 1773.

Dans un premier temps, il monte dans son village natal un petit atelier d'horlogerie et écoule le produit de son travail en Suisse. Chaque mois, il part à pied en direction de La Chaux-de-Fonds pour vendre ses ébauches. Le 16 février 1773, Frédéric Japy (à l'âge de 24 ans) épouse Suzanne Catherine Amstutz, fille de Michel Amstutz, anabaptiste, fermier du prince à Grange-la-Dame. Cette union le plonge à nouveau dans un milieu où les traditions communautaires sont vives. Tout au long de sa jeunesse, il semble que Frédéric Japy soit marqué par les mœurs d'une vie collective. Ainsi, il s’imprègne, peu à peu de la nécessité de porter assistance à ses semblables. La religion, le monde du travail, son milieu parental cultivent tour à tour en lui ce penchant à la charité et à l'entraide.
Après son mariage, Frédéric Japy transfère son atelier dans les bâtiments de la propriété de son beau-père. Cette acquisition prévoit des conditions écrites dans un contrat d'apprentissage. Il stipule que Frédéric Japy sera le maître de l'apprenti Jean-Georges Siegler. Le contenu se situe dans l'esprit corporatif montbéliardais : la maîtrise y est toute puissante, de nombreux détails de la vie quotidienne y sont réglés, l'éducation religieuse n'est pas omise et le temps d'apprentissage s'avère très long. À ce moment, Frédéric Japy n'est pas encore affranchi des contraintes corporatives et par obligation, par finesse politique accepte les usages des métiers. Il est reçu membre de la Société Battant du Marteau sur l'Enclume dite de St Éloi le 13 juin 1773, le jour où il passe son contrat d'apprentissage. Il a besoin de travailler pour financer son projet qui prend corps. En effet, l'année 1776 marque le départ d'une nouvelle étape, la plus décisive, dans le développement de l'affaire : il achète pour 600 louis d'or, les machines et les inventions de Jean-Jacques Jeanneret Gris, son ancien maître d'apprentissage, qui, vaincu par les difficultés et l'inertie du monde artisanal préfère céder ses découvertes.

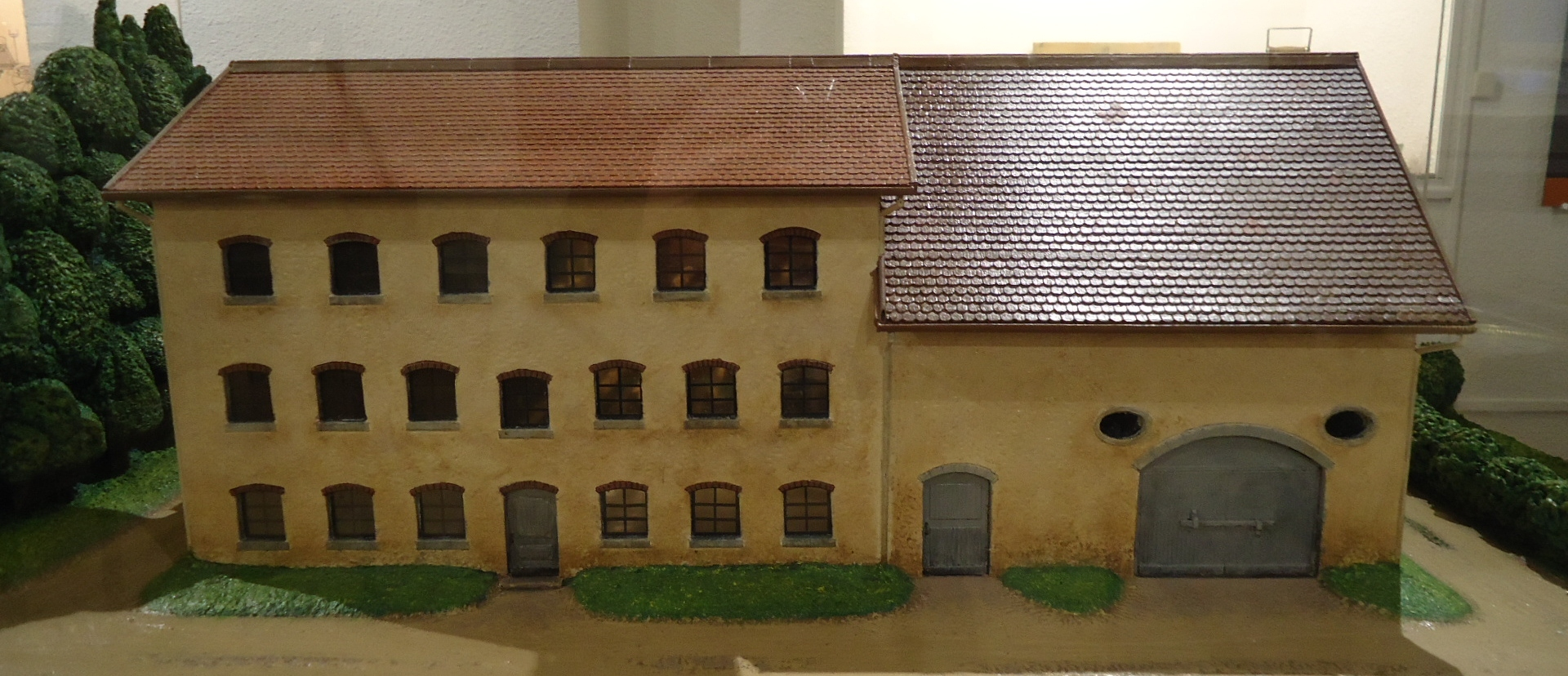
Maquette du premier bâtiment Japy construit en 1777

Frédéric Japy crée 10 machines différentes et les fait exécuter par Jeanneret-Gris. Mais la seule acquisition du matériel productif ne suffit pas, encore faut-il des bâtiments adaptés à l'installation et au fonctionnement d'un tel outillage. C'est à Beaucourt qu'il choisit de s'installer définitivement, où il fait construire en 1777 un bâtiment sur la colline en direction de Dasle. La raison de cette implantation à Beaucourt peut paraître étonnante car contrairement à ce qui se fait à l'époque, la construction s'élève sur une hauteur et non le long d'un cours d'eau. La logique d'alors veut que l'on profite de la force hydraulique. Pourtant, Frédéric Japy fait fonctionner les nouvelles machines grâce à un manège à chevaux, la traction animale palliant la carence d'une force motrice. Cet atout lui permet de s'installer sur un site rocheux et stérile qui outre des intérêts d'ordre pécuniaire, lui procure des facilités de construction. En effet, les terrains stériles ne coûtent pas cher et les pierres sont sur place grâce au calcaire corallien présent dans le massif du Grammont.
À cette motivation financière s'ajoute la nécessité pour Frédéric Japy d'assurer l'avenir de son affaire. Il ne peut laisser éternellement sur une terre (Grange-la-Dame) qui appartient au duc de Wurtemberg ; il risque en effet d'en perdre la possession à la moindre contestation du souverain. Enfin, le fait de s'éloigner de Montbéliard et de s'extraire du cadre corporatif va permettre à l'industriel de tester et de transformer en toute liberté son outillage industriel. De plus, ce « retour aux sources » lui procure certainement un sentiment sécurisant qui peut l'aider moralement à passer cette délicate étape de transition. D'ailleurs, la conception du bâtiment est l'illustration même de cette étape transitoire. La présence d'une écurie confirme l'existence d'au moins un train d'attelage en tant que force motrice pour les machines. Ce n'est plus l'atelier artisanal mais ce n'est pas encore la grande fabrique mais très rapidement le corps principal est l'objet d’agrandissements, signe de la réussite du projet.

### Patron de l'entreprise Japy

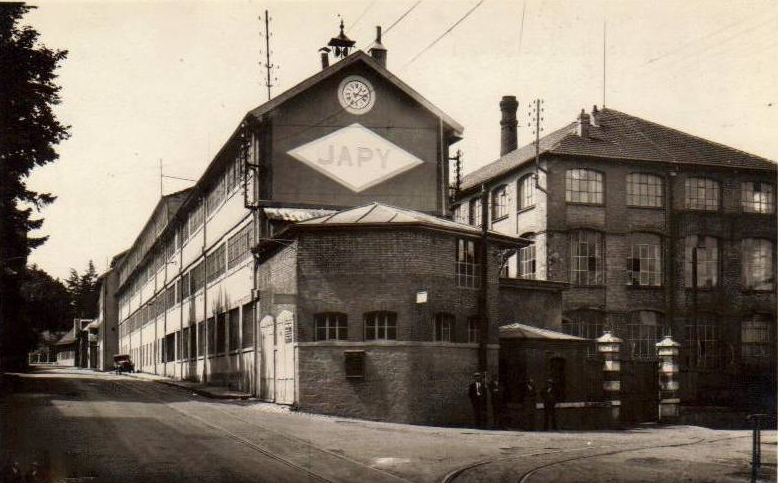
Bâtiment principal des usines Japy.

Le déménagement de Grange-la-Dame à Beaucourt en 1777 rompt d'une certaine manière certaines attaches avec le passé : la maison Japy est née, du moins avec ses principales caractéristiques. L'installation beaucourtoise ouvre une autre brèche dans le monde artisanal montbéliardais : après Picard et Boigeol à Héricourt et la famille Peugeot à Hérimoncourt, un individu tente de s'affirmer en dehors d'ensemble de production organisé[pas clair]. De nouvelles perspectives s'ouvrent pour l'horlogerie : tout repose sur les conceptions novatrices mises sur place. Les ébauches jusque-là façonnées à la main sont maintenant conçues mécaniquement. Dès lors, la fabrication en série permet d'abaisser considérablement les coûts de production. En exploitant de telles machines-outils, une nouvelle forme de concurrence met en péril les structures de l'artisan manuel. De plus, les conditions de travail s'en trouvent bouleversées et une nouvelle division des tâches se met en place.
À travers cette révolution technique et ses conséquences, Frédéric Japy propose un nouvel ordre économique, qui entraîne inéluctablement et à très court terme, des bouleversements commerciaux, sociologiques voire politiques. Mais pour qu'un tel ordre puisse se mettre en place et s'affirmer pleinement, il faut que la main-d’œuvre réponde et s'implique dans ce nouveau système. C'est le troisième paramètre nécessaire à une économie de production et de rendement que Frédéric Japy souhaite développer. Le développement de cette entreprise va marquer cette nouvelle population ouvrière.

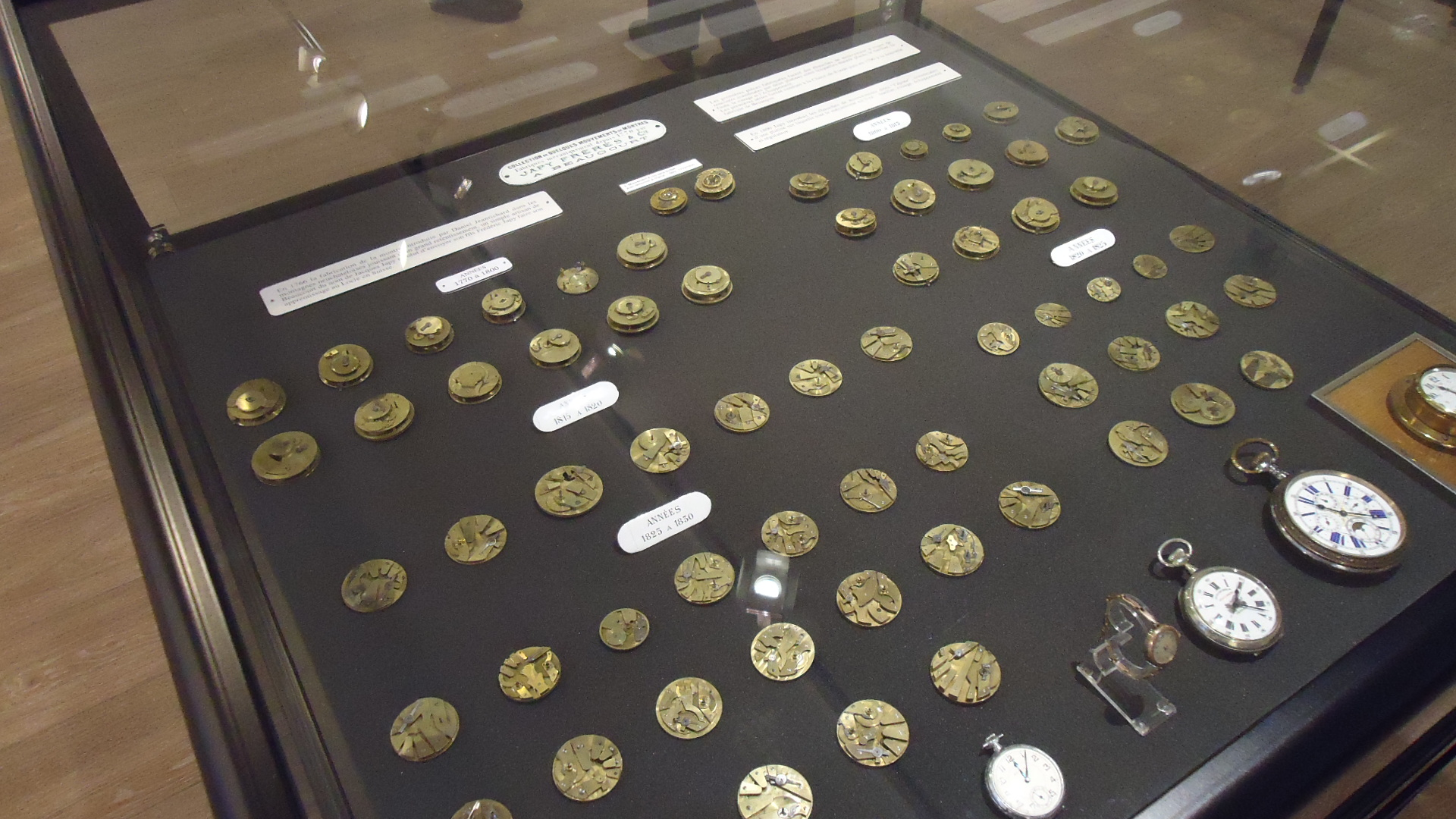
Exemple d'ébauches de montres Japy datant des années 1800.

Vers 1780, une cinquantaine d'ouvriers produisent ébauches de montre par mois. Les effectifs et la production ne cessent de croître, de sorte que la fabrique emploie 500 ouvriers en 1806 qui exécutent  par mois. À cette fabrication s’ajoute celle des mouvements de montre et d'horlogerie. La productivité, en progression constante, résulte de la mécanisation des principales opérations de fabrication grâce à l'utilisation des machines-outils. Cependant, certaines opérations sont encore confiées à des horlogers qui travaillent à domicile : les « chambrelans ». Un tel volume de production, unique à cette époque, entraîne une chute considérable des prix. En 1794, la manufacture vend une ébauche de 2,50 francs, la même, réalisée selon la tradition artisanale, vaut 7,50 francs. Le principal débouché de la production Japy est le Jura en Suisse, pour plus de 90 %, le reste étant vendu à Besançon et à Montbéliard.

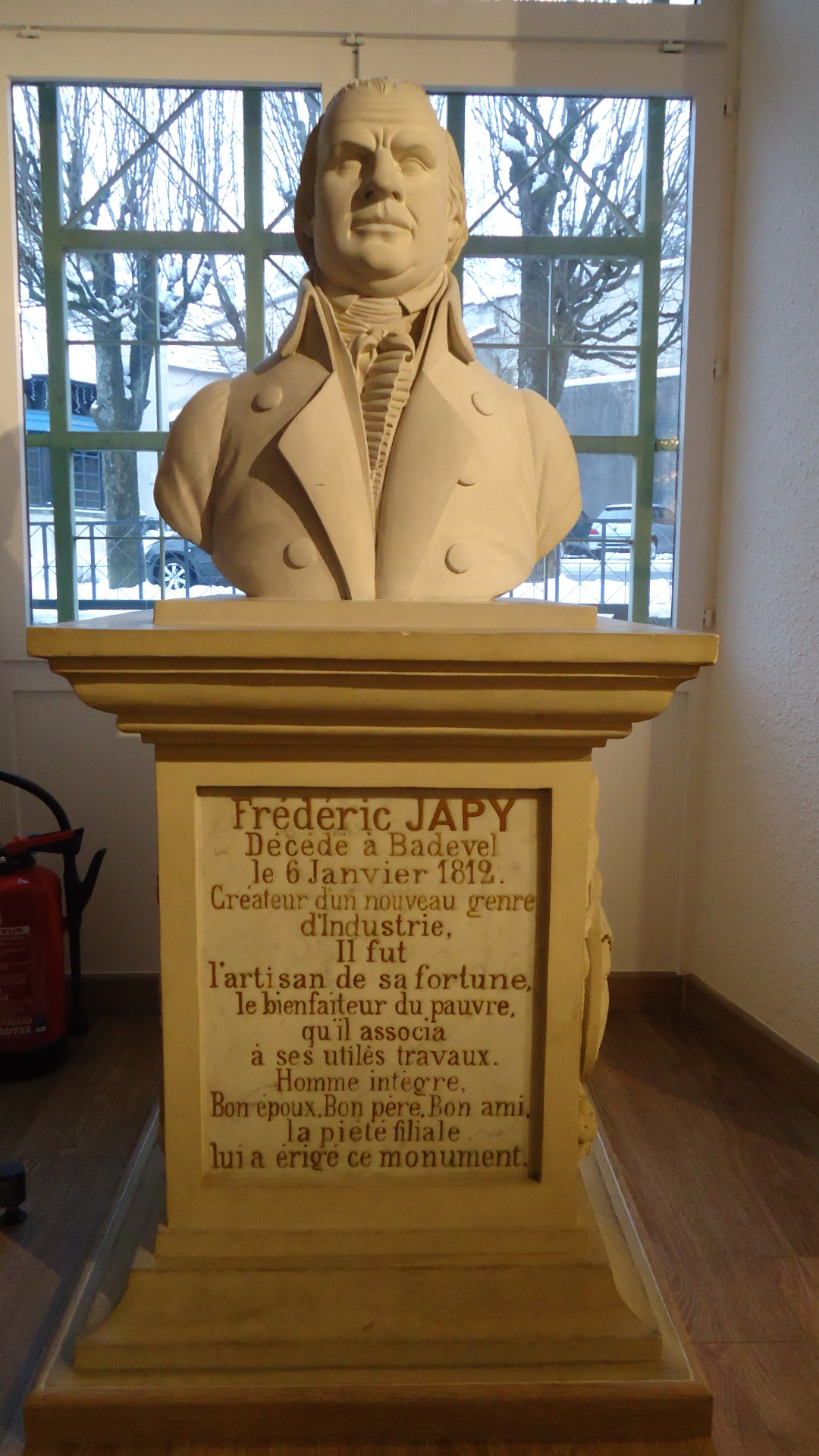
Buste de Frédéric Japy au musée Japy.

Les investissements vont permettre l'achat de propriétés foncières, immobilières et mobilières : forêts, bâtiments divers, moulins... Les biens du Prince Frédéric-Eugène de Wurtemberg, qui quitte Montbéliard en avril 1792, sont confisqués et vendus aux enchères publiques. Cette opportunité est saisie par Frédéric Japy qui effectue aussi d'importants investissements. Ces placements sont stratégiques car ils constituent l'assise d'extension et de développement de la manufacture. Des parcelles sont acquises à Beaucourt autour de la fabrique, autorisant d’éventuels agrandissements ou de nouvelles constructions, mais la plupart des achats concernent d'autres localités de la région.
L'importance et le succès de la fabrique font la renommée de Frédéric Japy, dont l'influence s'exerce désormais au-delà du champ industriel. Il reçoit une médaille de bronze à l'Exposition des Arts et des Métiers de Paris de l'An X (1801-1802). Il est probablement l'un des tout premiers de l'arrondissement de Belfort à recevoir la distinction suprême de l'Empire : la Légion d'honneur. Sa réputation et sa fortune font de lui un véritable notable très influent dans la région.
En 1806, Frédéric Japy se retire juridiquement de l'entreprise ; ses trois fils ainés : Fritz-Guillaume, Louis et plus tard Pierre, qui ont fait leur apprentissage au sein de la manufacture, prennent le relais.

## L'innovation industrielle

### Rénovation du système de l'établissage
La fabrication de pièces pour l'industrie horlogère fonctionne traditionnellement selon le procédé dit de l'établissage : des artisans spécialisés travaillent à domicile et fournissent chacun un type très spécifique de pièce, pièces ensuite collectées et assemblées par un « établisseur ».
Frédéric Japy regroupe ses ouvriers autour de la fabrique pour minimiser les coûts de transfert. Pour chaque poste de travail, il conçoit une machine-outil adaptée et capable d'opérer une production en série. Japy augmente à faible coût les cadences de production tout en réduisant la main d'œuvre nécessaire. Alors que 150 ouvriers en moyenne intervenaient pour réaliser le produit fini, ses dix machines-outils lui permettent de concevoir les 83 pièces de l'ébauche, puis de les assembler.

### Naissance de l'usine et de l'état d'esprit industriel
Le capitalisme du XIXe siècle est déjà inscrit dans la fabrique de Japy de 1773 :
- Nombre d'opérations réduit selon un processus de réflexion proche de notre actuelle analyse de la valeur ;
- Fabrication en série des différentes pièces composant un mouvement ;
- Regroupement de la main-d'œuvre en un même lieu pour réduire le coût de transfert des sous-ensembles.

Son inventivité technique ne s'arrêtant pas à son cœur de métier, Frédéric Japy inventera en outre un modèle de pompe rotative encore en usage de nos jours. En 1811, un an avant sa mort, il crée une usine de vis à bois, à la Feschotte. L'entreprise produit ensuite de la serrurerie et des ustensiles de ménage en fer battu étamé. En 1773, il épouse Suzanne-Catherine Amstoutz et transfère ses outils dans l'un des bâtiments du beau-père, avant de créer quatre ans plus tard sa propre fabrique de montres à Beaucourt. Il produit  dès 1780, chiffre qui atteindra 12 700 en 1806.
À la vente des biens nationaux, il avait acquis plusieurs propriétés en 1793, comme le moulin de Badevel qui permettra plus tard d'utiliser l'énergie hydraulique pour faire fonctionner les machines. En mars 1799 (le 27 ventôse an VII), il demande un brevet d'invention de cinq ans pour dix machines d'horlogerie qu'il utilise depuis plusieurs années, dont une « machine à tailler les roues », une « machine à fendre les vis », un « tour pour tourner les platines des montres ». Il insiste dans ses descriptions sur le fait que ses machines peuvent être actionnées facilement par des infirmes ou des enfants.

## Évolution de l'entreprise Japy après la passation de pouvoir de Frédéric Japy
Frédéric Japy souhaite diversifier la production de son entreprise dans le domaine de la quincaillerie. Cette tâche est menée à bien par ses trois fils, à qui il passe le pouvoir en 1806. Dans le cadre de cette diversification, l'entreprise qui s'appelle désormais Japy Frères, et qui a connu le succès grâce aux machines-outils, développe une machine à tirer le fil d'acier (1810), une machine à « dresser, allonger et pointer le fil de fer pour clous d'épingles et à fileter les vis à bois et à métaux » (1828). Cette diversification réussie sera continuée par la troisième génération Japy à la tête de l'entreprise. Mais l'avance industrielle initiale n'a pas été renouvelée. Le projet social, avec des ouvriers travaillant dans des maisons créées à cet effet, emportant du travail à domicile et sans horaires fixe d'ouverture, apparait, à la fin du XIXe siècle, comme dépassé. La société Japy réussit le lancement de machines à écrire en Europe au début du XXe siècle mais perd sa prédominance sur l'innovation industrielle. L'entreprise Japy, très largement diversifiée, est progressivement démantelée avec la cession de différentes branches de la marque.

## Influence sur le développement industriel de Montbéliard
À quelques kilomètres de là, en 1810, onze ans après les dix dépôts de brevet Frédéric Japy, la région de Montbéliard voit s'associer Jean-Frédéric et Jean-Pierre II Peugeot avec Jacques Maillard-Salins, lesquels fondent la société Peugeot-Frères et Jacques Maillard-Salins. Ils transforment le moulin hydraulique du lieu-dit du Sous-Cratet en fonderie d'acier, qui fournit dans un premier temps les horlogeries en ressorts d'acier, puis laisse place à partir de 1833, à de la grosse quincaillerie, des scies à rubans, des outils et à partir de 1840, à un moulin à café cubique.

## Le «paternalisme Japy»
En plein essor, le développement de la fabrique entraîne l’agrandissement du bâtiment de l'usine principale. Deux ailes latérales sont rajoutées à l'intérieur desquelles se répartissent les salles à manger, des cuisines et, aux étages supérieurs, les dortoirs et les chambres à coucher. Les ouvriers vivent sur le lieu de leur travail. Ils sont logés et nourris. Frédéric Japy créé même un magasin d'alimentation et de vêtements. La fabrique constitue une véritable communauté de travail qui garde un caractère patriarcal et familial. La famille Japy partage ses repas avec ses ouvriers. Frédéric Japy, lui-même, déclare :

« Je veux que mes ouvriers ne fassent avec moi et les miens qu'une seule et même famille. Mes ouvriers doivent être mes enfants et en même temps mes coopérateurs. »

— Frédéric Japy
Il reproduit, d'une certaine façon, le style de vie qu'il a connu durant sa jeunesse. Le protestantisme tient une place primordiale dans la vie de la communauté. Le dimanche soir, par exemple, Frédéric Japy fait la lecture d'un chapitre de la Bible et une prière, après le repas.

## Descendance
À l'âge de 24 ans, Frédéric Japy épouse Catherine Marguerite Amstutz, fille d'un fermier anabaptiste, Michel Amstuz, et de Christine Judith Hauter. Ce dernier, bien connu dans la région, jouit d'une grande réputation qui lui vaut en 1774 de devenir fermier de l'une des propriétés des princes de Wurtemberg, Grange-la-Dame, tout près de Montbéliard. En 1806, Frédéric Japy cède son entreprise à ses trois fils aînés : Fritz-Guillaume, Louis et plus tard Pierre fondant ainsi la société Japy frères.
Catherine Marguerite Amstutz, meurt le 27 mai 1811 à Beaucourt, très affecté par sa mort, Frédéric Japy meurt un an plus tard le 23 janvier 1812 au moulin à Badevel. Ils ont eu seize enfants dont trois morts en bas âge, six garçons et dix filles :

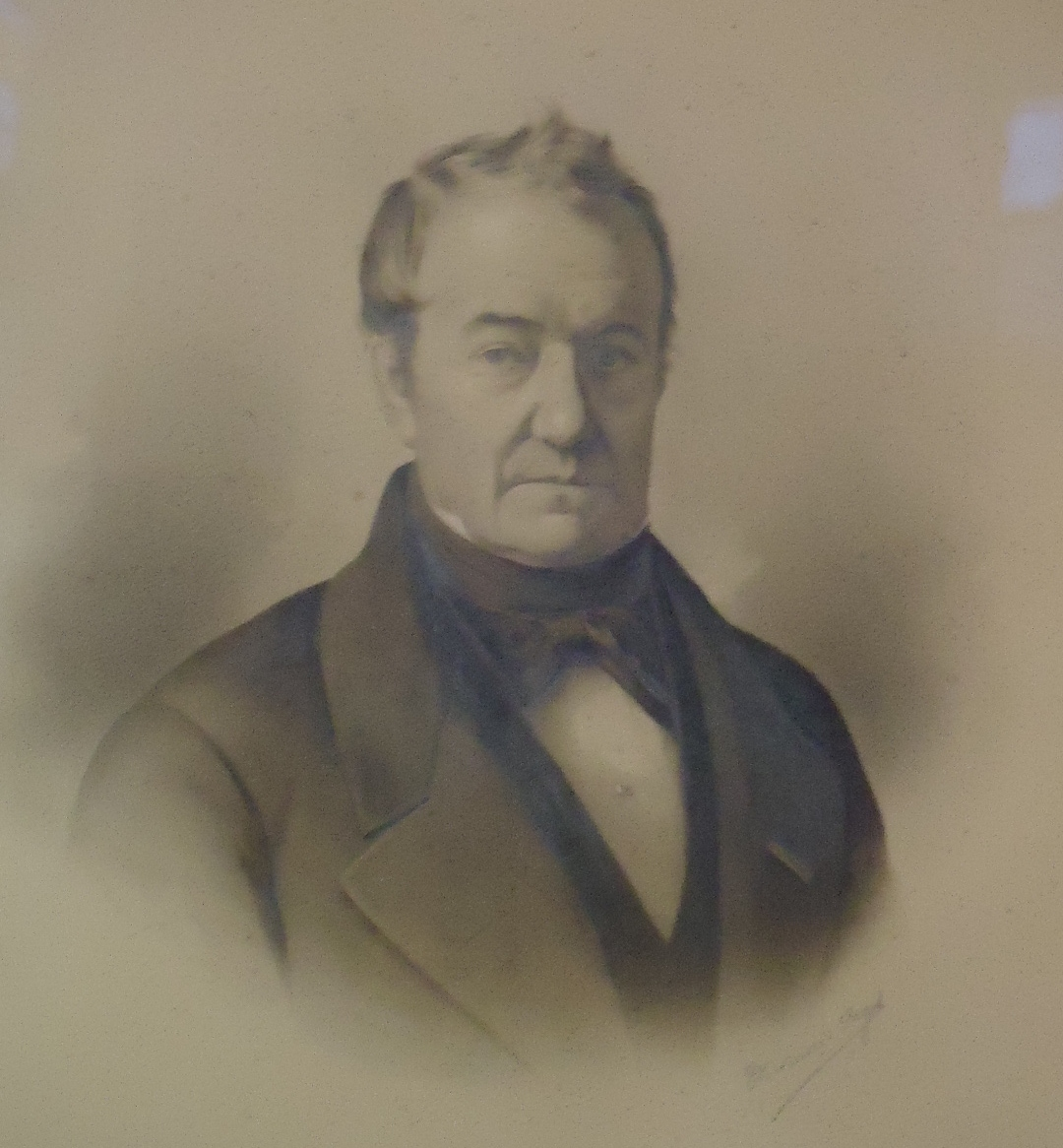
Louis Frédéric Japy, troisième enfant.

1. Frédéric Guillaume « Fritz » Japy, né le 19 avril 1774 à Montbéliard et décédé le 16 octobre 1854 à Beaucourt ;
2. Clémence Catherine Japy, née le 18 octobre 1775 à Hérimoncourt et décédée le 16 février 1864 à Arbouans ;
3. Louis Frédéric Japy, né le 27 février 1777 à Montbéliard et décédé le 14 mars 1852 à Beaucourt ;
4. Frédérique Élisabeth Japy, née le 10 avril 1779 à Beaucourt et décédée le ?? ????? 1858 à ??????? ;
5. Marianne Suzanne Japy, née le 18 mars 1781 à Beaucourt et décédée le 27 mars 1831 à Valentigney ;
6. Suzanne Catherine Japy, née le 18 janvier 1783 à Beaucourt et décédée le 7 décembre 1831 à Audincourt ;
7. Jean Pierre Japy, né le 20 mars 1785 à Beaucourt et décédé le 17 janvier 1863 à Beaucourt ;
8. Sophie Élisabeth Japy, née le 10 juin 1787 à Beaucourt et décédée en 1840 ;
9. Charlotte Étienne Japy, née le 23 août 1788 à Beaucourt et décédée en 1841 ;
10. Julie Marie Anne Japy, née le 30 mai 1790 à Beaucourt et décédée en 1829 ;
11. Jean Charles Japy, né le 17 janvier 1792 à Beaucourt et décédé en 1821 ;
12. Angélique Jacobine Japy, née le 26 octobre 1793 à Beaucourt et décédée en 1883 ;
13. Ingénu Japy, né le 29 mars 1795 à Beaucourt et décédé en bas âge le 25 avril 1797 à Beaucourt ;
14. Frédéric « Fido » Japy[Note 4], né le 9 décembre 1796 à Beaucourt et décédé le 5 juillet 1836 à Veracruz ;
15. Louise Japy, née le 26 avril 1798 à Beaucourt et décédée en bas âge le 31 janvier 1801 à Beaucourt ;
16. Victoire Japy, née le 1er juillet 1800 à Beaucourt et décédée en bas âge le 25 janvier 1801 à Beaucourt.

Note : En gras, les trois frères ayant pris la succession de leur père et fondé la société Japy frères.